# Celernos

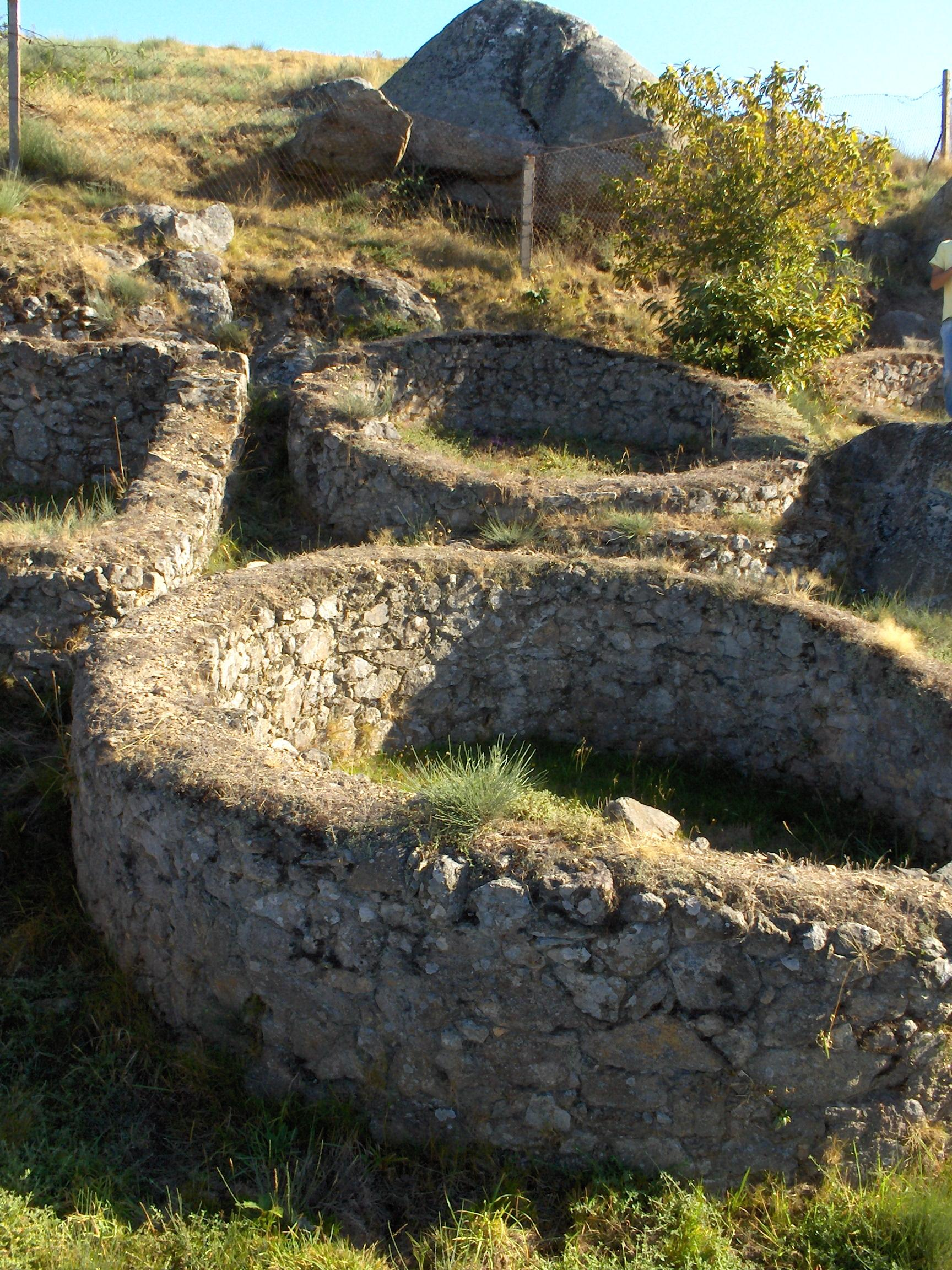
Castro de Castromao antiga Coeliobriga, núcleo principal dos celenos

Os celernos ou coelernos (em latim: Coelerni) foram um povo da Galécia do convento bracarense, que tinham como núcleo principal (caput ciuitatis) o castro de Castromao, no atual município de Celanova, no sudeste da província de Ourense. A zona de ocupação desta tribo não é clara, embora suponha-se que os castros mais próximos de Castromao fariam parte desta tribo, pelo que dominaria todo o baixo Arnoia ( concelhos de Celanova, Ramirás, Gomesende, Arnoia, Cortegada ) e contrafortes da Serra do Laboreiro ( Verea, Quintela de Leirado, Padrenda ) confinando a Norte com o castro de Armeá ( Allariz ).

## Fontes

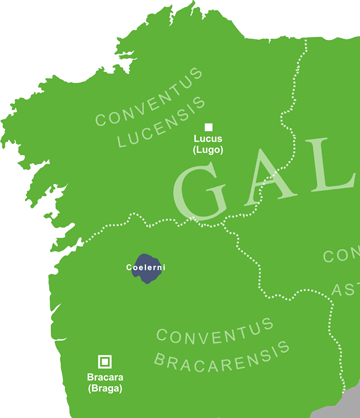
Localização aproximativa dos Celernos

## Localização
Várias localizações foram indicadas para esta vila no passado, quase todas situando-a em diferentes zonas do atual Trás-os-Montes. Porém, em 1970, no Castro de Castromao, muito perto de Vilanova dos Infantes, foi encontrada uma tábula hospitalis datada de 132, na qual se estabelece um pacto de hospitalidade entre os celernos e o prefeito da cohorte I dos celtiberos, mais um legado. Este documento permite identificar Castromao como a antiga Coelióbriga.

## A tábula de Castromao

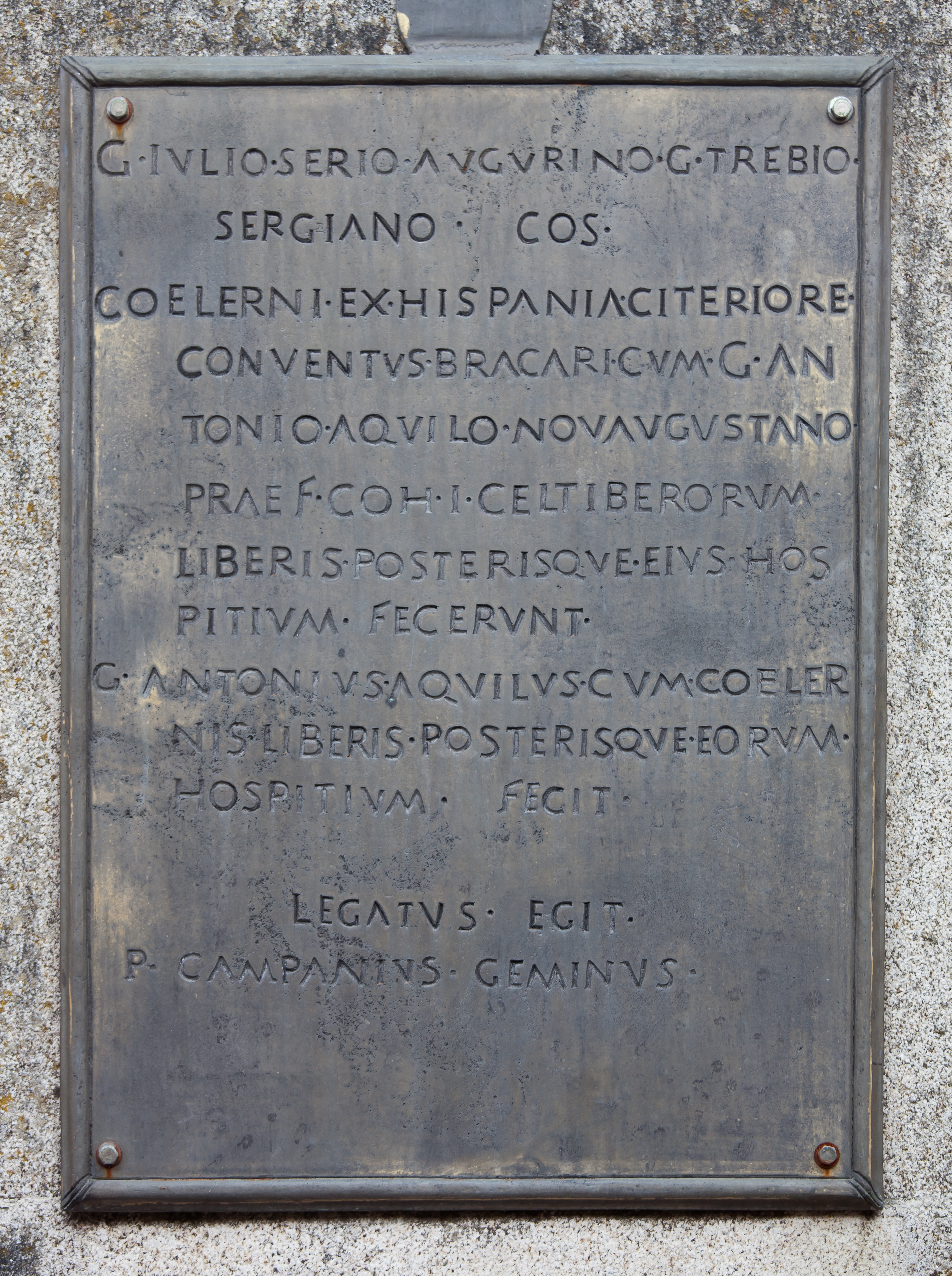
Reprodução da tábula de Castromao em Celanova

A tábula, é uma chapa de bronze gravada, conservada no Museu Arqueológico Provincial de Ourense.
O texto da tábula é o seguinte:
G(neo) IVLIO. SERVIO. AUGURINO. G(neo) TREBIO. SERGIANO. CO(n)S(ulibus). COELERNI. EX-HISPANIA. CITERIORE. CONVENTUS. BRACARI. CVM. G ( neo). AN TONIO. AQUILO. NOVAUGUSTANO. PRAEF(ecto). COH(ortis). I. CELTIBERORUM. LIBERIS. POSTERISQUE. EIVS. HOSPITIUM. FECERUNT. G(neus). ANTONIVS. AQVILVS. CUM. COELERNIS. LIBERIS. POSTERISQUE. EORUM. HOSPITIUM. FECIT. LEGATUS. EGIT P(ublius). CAMPANIVS. GEMINVS.
Pode ser traduzido como:
Sendo cônsules Gneo Júlio Augurino e Gneo Trebio Sergiano, os Celernos da Hispânia Citerior e do convento bracarense, realizaram um pacto de hospitalidade com Gneo António Aquilino Novaugustano, prefeito da Coorte I dos Celtiberos, com seus filhos e com seus descendentes. Gneo António Aquilo fixo um pacto de hospitalidade com os Celernos, com seus filhos e com seus descendentes. Atuou como legado Públio Campânio Jémino.

## Bibliografía
- Xesús Ferro Couselo e Xaquín Lorenzo Fernández: La tessera hospitalis de Castromao, en Boletín Auriense. Ourense, 1971.
- Antonio Rodríguez Colmenero: Galicia meridional romana. Universidad de Deusto, 1977.
- Felipe Arias Vilas: A romanización de Galicia. Ed. A Nosa Terra. Vigo, 1992.